# God's House Tower

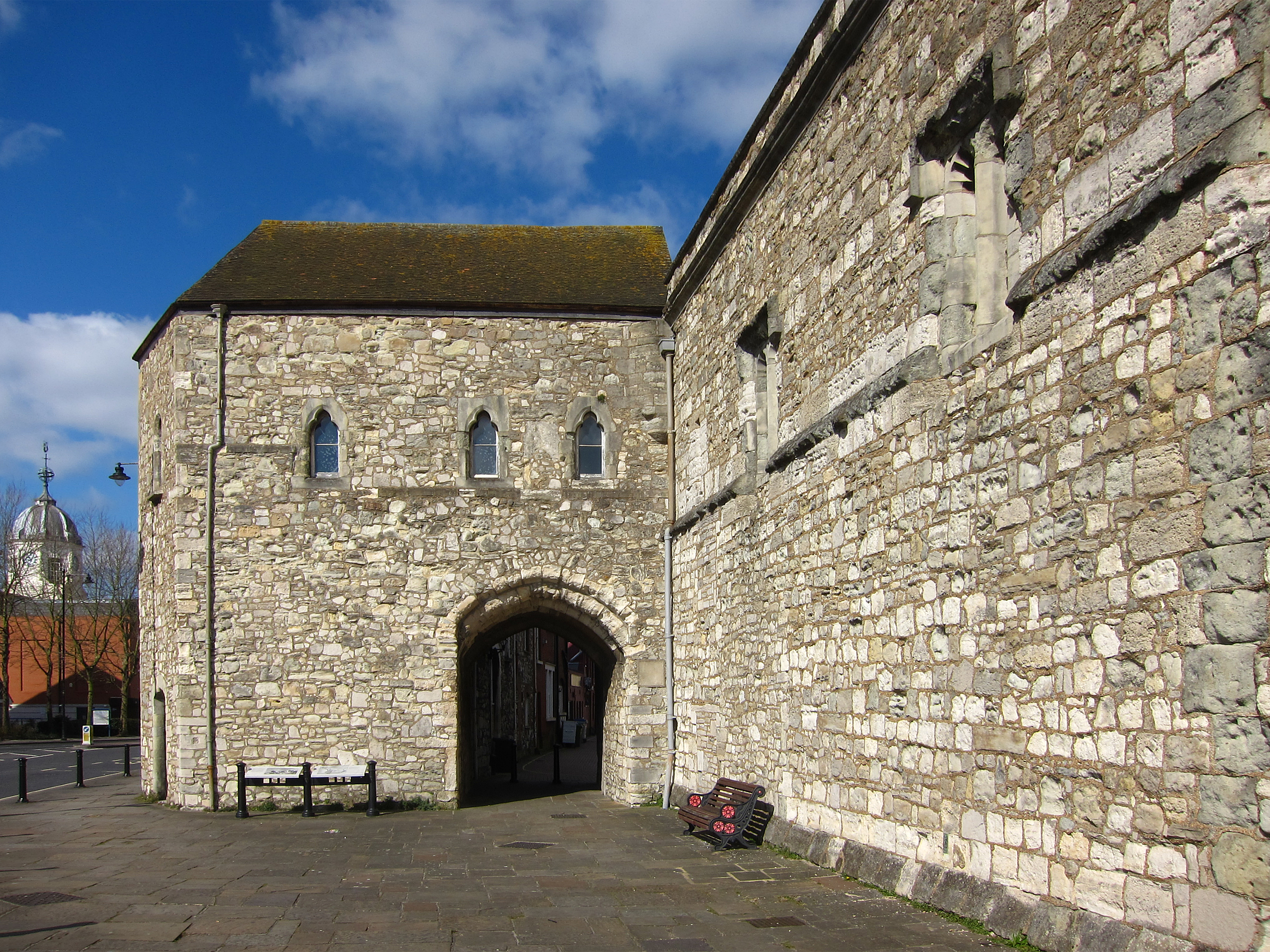
Entrada

God's House Tower é uma portaria do fim do século XIII para a cidade velha de Southampton, na Inglaterra. Fica no canto sudeste das muralhas da cidade e permite o acesso à cidade a partir da Plataforma e do cais da cidade. Agora é um local de artes e patrimônio, e já serviu como prisão da cidade e abrigou o Museu de Arqueologia. O edifício é listado como Grau I e um monumento antigo programado.

## História
O portão original era simples, construído no fim do século XIII e conhecido como Portão do Pântano Salgado, pois levava a pântanos fora da cidade.
A torre foi posteriormente ampliada em 1417 com a adição de uma galeria de dois andares e uma torre de três andares, a leste do portal; este foi um dos primeiros fortes construídos especificamente para transportar canhões  e tinha oito portas de armas e pontos de tiro no telhado. Esse esporão permitiu que o artilheiro da cidade protegesse as comportas que controlavam o fluxo da água do mar em um fosso de maré utilizado para alimentar o moinho de água sob a torre. O artilheiro da cidade também foi responsável pela confecção da pólvora e do fuzil que guardava, junto com as armas, na galeria da torre.
No começo do século XVII, o edifício estava em ruínas pois a cidade não precisava mais de fortes defesas e em 1707 parte do edifício estava sendo utilizada como uma casa de correção. A partir de 1786, tornou-se a prisão da cidade;  nessa época, a torre era conhecida como "Torre Lambcote". Em 1855, uma nova prisão foi aberta na rua Ascupart e a prisão na torre foi fechada.
Em 1877, Sir Frederick Perkins, MP de Southampton, presenteou a cidade com uma estátua de terracota do Príncipe Albert, que foi colocada na extremidade leste do edifício. Perkins pagou £ 300 pela estátua em 1869 e a presenteou na Albert Infirmary do Bishops Waltham; no fechamento da enfermaria, ele doou-o para a cidade de Southampton. A estátua foi projetada por William Theed e feita na fábrica de terracota em Lambeth.
Em 1912, a estátua estava em um estado degradado e para evitar ofensas ao Kaiser William II, neto do Príncipe Albert, que estava visitando a cidade, a estátua foi removida e guardada. Durante a Primeira Guerra Mundial, a estátua foi destruída pelos Royal Engineers que a encontraram no pátio de armazenamento da empresa.

### Museu de Arqueologia
Em setembro de 2011, o museu foi fechado e suas exposições foram transferidas para o novo SeaCity Museum, que foi inaugurado em abril de 2012. A Câmara Municipal cedeu então o arrendamento das antigas instalações museológicas por até 20 anos, podendo as mesmas servirem de escritórios ou galeria. Os artefatos agora são exibidos na exposição "Gateway to the World" no novo museu.

### Espaço de arte e patrimônio
Em 2019, a Torre da Casa de Deus reabriu como um espaço de artes e patrimônio, com uma galeria permanente sobre a história do edifício, duas novas galerias de arte contemporânea e obras importantes de coleções prestigiosas da Costa Sul, acesso às vistas do telhado e uma filial da Hoxton Bakery.

## Canal de Salisbury e Southampton
O curto Salisbury and Southampton Canal, que funcionou entre 1802 e 1808, entrou no River Test por meio de uma eclusa adjacente à Torre da Casa de Deus. Embora a companhia do canal alegasse ter construído "um arco sob a Prisão dos Devedores em Southampton, largo o suficiente para que as barcaças saíssem da eclusa para o mar aberto", a eclusa real ficava logo ao norte da torre. A partir daqui, o canal seguiu uma rota fora das muralhas da cidade em direção ao norte até sua junção com a ramificação de Northam no que hoje é Palmerston Park.

## Arquitetura
A portaria e a torre são construídas em "entulho" de pedra e têm dois ou três andares de altura. O portal em arco tinha uma ponte levadiça dupla, cujas ranhuras ainda são visíveis. As janelas são descritas como "faróis de trevo ou cinquefoil". Sob a torre principal, os arcos preenchidos do fosso das marés e das comportas são visíveis nos e norte.

## Edifícios próximos
Em frente ao portal, na Winkle Street, fica a única outra parte substancial remanescente do hospital original, a Igreja de St. Julien. Do lado de fora do portão fica o Old Bowling Green, o mais antigo gramado de boliche do mundo, que data de pelo menos 1299.
A Tower House, que fica ao lado da porta de entrada para o oeste, foi construída no século XIX, substituindo um edifício anterior. Este também é um edifício listado como Grade II. Em 2012, foi ocupado por “ a space arts ”, proporcionando espaço de atelier para artistas “emergentes”.